# Richard von Hertwig
Richard Wilhelm Karl Theodor Ritter von Hertwig, född 23 september 1850 i Friedberg, Hessen, död 3 oktober 1937 i Schlederloh, var en tysk zoolog; bror till Oscar Hertwig.
Hertwig blev 1878 extra ordinarie professor i zoologi vid universitetet i Jena samt professor i samma ämne 1881 i Königsberg, 1883 i Bonn och 1885 i München. Båda bröderna, som var lärjungar av Ernst Haeckel, företog tillsammans med denne flera forskningsresor. Resultat av dessa undersökningar är bland annat de bådas arbeten Das Nervensystem und die Sinnesorgane der Medusen, Der Organismus der Medusen und seine Stellung zur Keimblättertheorie (båda 1878), Studien zur Blättertheorie (fem häften, 1879-83) samt Richard Hertwigs Der Organismus der Radiolarien (1879). 
Många och värdefulla är Richard Hertwigs arbeten rörande urdjuren, bland annat Über Podophrya gemmipara nebst Bemerkungen zum Bau und zur systematischen Stellung der Acineten (1876), Über die Konjugation der Infusorien (1887), Über Befruchtung bei Rhizopoden (1897), Die Protozoen und die Zelltheorie (1902). Bland övriga arbeten kan nämnas Beiträge zu einer einheitlichen Auffassung der verschiedenen Kernformen (1876), Report on the Actinaria dregded by H.M.S. Challenger (1882), Über Wesen und Bedeutung der Befruchtung (1902) samt hans mycket spridda Lehrbuch der Zoologie (1892; åttonde upplagan 1906). Hertwig adlades 1910.